# Joseph Albert Pagi
 (octobre 2020).
Pour les articles homonymes, voir Pagi.
Joseph Albert Pagi est un religieux français, prévôt du chapitre de Cavaillon, né à Martigues en 1690 et mort en 1740.

## Biographie
Il est le neveu de François Pagi.
Il est particulièrement connu par une Histoire de Cyrus le Jeune et de la retraite des Dix mille (1736, in-12), souvent réimprimée.

## Source
- « Joseph Albert Pagi », dans Pierre Larousse, Grand dictionnaire universel du XIXe siècle, Paris, Administration du grand dictionnaire universel, 15 vol., 1863-1890 [détail des éditions].